# Brasil na Copa do Mundo FIFA de 1970
A Seleção Brasileira de Futebol participou pela nona vez da Copa do Mundo FIFA. A então bicampeã mundial se classificara em primeiro lugar em seu grupo nas eliminatórias para a Copa do Mundo. A equipe brasileira desta Copa contava com jogadores de grande prestígio nacional e internacional, como Pelé, Tostão, Rivellino, Gérson, Jairzinho, entre outros, sendo eleita pela revista World Soccer a melhor equipe de futebol de todos os tempos.
O treinador foi Zagallo e o capitão Carlos Alberto Torres. Com a conquista, a seleção brasileira ficou com a posse definitiva da Taça Jules Rimet.

## Eliminatórias
As dez seleções sul-americanas participantes das eliminatórias foram divididas em três grupos, A, B e C. O grupo B, no qual a seleção brasileira ficou, contava com quatro equipes, enquanto os demais contavam com três.

### Tabela de classificação
| Equipe    | Pts. | J | V | E | D | GP | GC | SG  |
| --------- | ---- | - | - | - | - | -- | -- | --- |
| Brasil    | 12   | 6 | 6 | 0 | 0 | 23 | 2  | 21  |
| Paraguai  | 8    | 6 | 4 | 0 | 2 | 6  | 5  | 1   |
| Colômbia  | 3    | 6 | 1 | 1 | 4 | 7  | 12 | -5  |
| Venezuela | 1    | 6 | 0 | 1 | 5 | 1  | 18 | -17 |

| L\V       | Brasil | Colômbia | Paraguai | Venezuela |
| Brasil    |        | 6:2      | 1:0      | 6:0       |
| Colômbia  | 0:2    |          | 0:1      | 3:0       |
| Paraguai  | 0:3    | 2:1      |          | 1:0       |
| Venezuela | 0:5    | 1:1      | 0:2      |           |

## Campanha nas Eliminatórias
O Brasil foi treinado por João Saldanha. Estreou ganhando de 2 a 0 da Colômbia no Estádio El Campín em Bogotá. Jairzinho para Tostão. 1 a 0. Pelé para Tostão. 2 a 0.  Brasil 5 a 0 na Venezuela em Caracas. Todos os gols ocorreram no segundo tempo. Jairzinho chutou prensado, Tostão pegou o rebote, driblou dois e marcou. 1 a 0. Pelé em jogada individual. 2 a 0. Chute de Gerson, o goleiro deu rebote e Tostão conferiu. 3 a 0. Carlos Alberto cruzou e Tostão desviou. 4 a 0. Pelé tabelou com Tostão. 5 a 0.  Por fim, o Brasil fechou o primeiro turno com outra goleada fora de casa, 3 a 0 no Paraguai. A seleção reclamou que os paraguaios tocaram fogos e buzinas no hotel na madrugada antes do jogo. Edu cruzou e Mendonza fez contra. 1 a 0. Pelé para Jairzinho. 2 a 0. Tostão lançou Edu. 3 a 0. 
No returno, o Brasil venceu a Colômbia 6 a 2. Pelé para Tostão. 1 a 0. Mesa roubou de Gerson e empatou. 1 a 1. Pelé cruzou, Segóvia dominou, mas deixou escapar e Tostão roubou o couro e chutou de canhota. 2 a 1. Jairzinho sofreu falta e Edu guardou. 3 a 1. Piazza lançou Pelé. 4 a 1. Paulo Cesar serviu Rivellino. 5 a 1. Tostão para Jairzinho. 6 a 1. Gallego de fora da área. 6 a 2.  Brasil 6 a 0 na Venezuela. Pelé para Tostão. 1 a 0. Pelé chutou, o goleiro espalmou e Tostão. 2 a 0. Gerson lançou Tostão, que driblou de forma sensacional Sanchez e marcou. 3 a 0. Edu chutou e Jairzinho pegou o rebote. 4 a 0. Penalti em Tostão, Pelé cobrou e fez. 5 a 0. Pelé tabelou com Tostão. 6 a 0.   No último jogo, 1 a 0 no Paraguai. Edu chutou, o goleiro desviou e Pelé entrou rasgando. 
O técnico João Saldanha perdeu o cargo depois das eliminatórias. Uma das versões dá conta de que foi a briga com o general Emílio Garrastazu Médici, que queria ver o jogador Dadá Maravilha na seleção, que custou o emprego de Saldanha. Armando Nogueira noticiou no Jornal do Brasil que o presidente Médici era fã de Dadá e queria vê-lo na seleção. Saldanha respondeu, via imprensa, ao presidente: "Nem eu escalo ministério e nem o presidente escala time". (detalhe: Zagallo aceitou levar Dadá para a Copa, mas não o escalou em nenhum jogo) Outra versão dá conta que o desafeto de Saldanha, o treinador do Flamengo Dorival Knipel, o Yustrich, foi o motivo da demissão.  Dias depois de garantir vaga na Copa, a seleção brasileira foi derrotada por 2 a 1 pela seleção mineira treinada por Yustrich, que mandou seu time dar uma volta olímpica no Mineirão. Logo depois, Yustrich foi contratado pelo Flamengo. Saldanha invadiu a concentração do time rubro-negro com uma arma para tirar satisfação, Knipel não estava no local, mas o caso gerou uma repercussão negativa. Logo depois, em jogo treino no sábado, o Brasil empatou com o Bangu dirigida por Flávio Costa. Saldanha foi demitido na terça-feira e Zagallo assumiu na quinta-feira. 
O relacionamento entre Pelé e o técnico João Saldanha foi bastante conturbado. Saldanha queria que Pelé jogasse mais adiantado, como centroavante. Em entrevista na época, Pelé afirmou que não poderia, após tanto tempo jogando de uma forma, mudar sua maneira de jogar "de uma hora para outra". Pelé jogava atrás de um centroavante como meia-atacante. Foi Vavá, nos bicampeonatos de 1958 e 1962. O treinador falava que Pelé estava míope para jogar, na época, Pelé respondeu: "Eu achei que foi talvez até de maldade da parte dele, mas ele teria que se apegar a alguma coisa, teria que justificar". Em documentário da Netflix em 2021, Pelé recordou: "Particularmente, se você perguntar para mim: ‘Ele entendia muito de futebol?’ Eu vou dizer: ’Ele não entendia muito de futebol’. Nós, jogadores, tentávamos argumentar: ‘João, vamos ver se a gente faz assim ou assim…”. Ele reagia: ‘Mas o treinador sou eu’. Insistíamos: ‘Vamos conversar, vamos conversar, porque tinha muitas decisões que a gente via que não ia dar certo’."
Ao assumir, Zagallo declarou que Pelé e Tostão eram incompatíveis: "Nesse esquema que armei não posso escalar dois pontas de lança com as mesmas características. Tenho que ter pelo menos um jogador brigão dentro da área adversária, para finalizar as jogadas trabalhadas pelos outros. Por isso, não posso escalar Tostão e Pelé no mesmo time". Com o resultado dos amistosos, Zagallo reviu sua estratégia e Tostão voltou a ser o Falso 9. Uma inovação foi a colocação do centromédio de Saldanha, Wilson Piazza, como zagueiro. Tostão: "Zagallo recuou o volante Piazza para ser zagueiro e melhorar o passe da defesa, já que o reserva Fontana só dava chutões.". O ponta esquerda Edu perdeu a posição para o meia esquerda Roberto Rivellino. Segundo Edu: "“Saiu o Saldanha, eu soube da chegada do novo treinador. Eu não cito muito o nome dele. Nós estamos reunidos no salão, o Rivellino do meu lado e eu falei: ‘Riva, eu não jogo mais, estou sentindo que não vou jogar mais. Ele só jogava assim, vai querer alguém que jogava da mesma maneira”. Ali, eu já senti que não ia jogar, porque ele não queria um ponta ofensivo. Queria alguém que pudesse compor o meio de campo, e eu não era muito de fazer isso. Eu ia até o meio de campo e aproveitava os contra-ataques, foi assim nas eliminatórias. Então, eu sabia.". 
Assim, as mudanças de Zagallo na equipe foram na dupla de zagueiros, saíram Djalma Dias e Joel Camargo para entrar Brito e colocar o volante Wilson Piazza como o outro zagueiro, o lateral Everaldo no lugar de Marco Antônio Feliciano, colocou Clodoaldo no time titular na vaga de Piazza, e Roberto Rivellino na ponta esquerda no lugar de Edu.
Jogador mais jovem do elenco do Brasil, com apenas 19 anos, Marco Antônio Feliciano foi para o banco com Zagallo. Gérson e Carlos Alberto Torres disseram que Marco Antonio estava muito nervoso para ser titular da seleção brasileira. Segundo Marco Antônio Feliciano: "Um dia antes de eu ser sacado, estava eu e o Félix no quarto, ele fumava, eu também fumava, aí o Félix levantou, deve ser uma 19h da noite, eles tinha programado uma reunião, Félix, Brito, Carlos Alberto e Gérson, reunião com o Zagallo, eu falei, "eu também vou", e o Félix "não vai não", era o meu saque.". Marco Antônio Feliciano negou que "tremeu": "O Everaldo não jogou porque era melhor do que eu. Na realidade, tínhamos um time muito ofensivo e uma defesa 'inventada' (o volante Piazza foi recuado para a zaga). Havia a necessidade de um lateral mais marcador. Eu atacava muito mais que o Everaldo, e ele marcava melhor do que eu. Por isso ele acabou como titular e eu como um reserva de luxo". Segundo Gérson, Marco Antônio Feliciano se machucou e entrou o Everaldo e "deu certo". Gérson: "Isso tudo tem que ser discutido com todo mundo. Porque todo mundo ali é jogador. Quem tá dentro e quem tá fora. Todo mundo é jogador. Então você tem que discutir. Sua voz é forte, que vai ser analisada, que vai ser discutida. E se for a verdade, é essa a a verdade.".
Reportagem da revista “Placar”, dizia que Pelé, Tostão, Gérson, Rivellino e Clodoaldo definiram que o tridente ofensivo teria Pelé pelo meio e Tostão pela ponta-esquerda, mas jamais fixos; o meio de campo teria Clodoaldo, Gérson e Rivellino. O volante Piazza se transformou em quarto zagueiro. Ele passaria a atuar ao lado de Brito. Joel Camargo, Roberto e Caju viraram reservas. Porém jamais os jogadores confirmaram o encontro. Clodoaldo negou que participou de um encontro para pensar no time.
Zagallo afirmou que os mais de dois meses de trabalho dele com a Seleção tinham produzido uma drástica mudança tática na equipe: "Houve uma mudança total no esquema. O 4-2-4 está superado e ninguém joga assim no futebol moderno. Não pode ser jogada uma Copa do Mundo com o 4-2-4. (...) Tive que sacrificar o Edu na escalação da Seleção. Precisava de um meio-campista no time. Alguém que dê combate e diminua o espaço do adversário também. Não é característica do Edu. O Rivellino aprendeu a fazer isso".